# Gmina Opatów
Die Gmina Opatów [ɔˈpatuf] ist eine Stadt-und-Land-Gemeinde im Powiat Opatowski der Woiwodschaft Heiligkreuz in Polen. Sitz des Powiats und der Gemeinde ist die gleichnamige Stadt mit etwa 6550 Einwohnern.

## Geographie

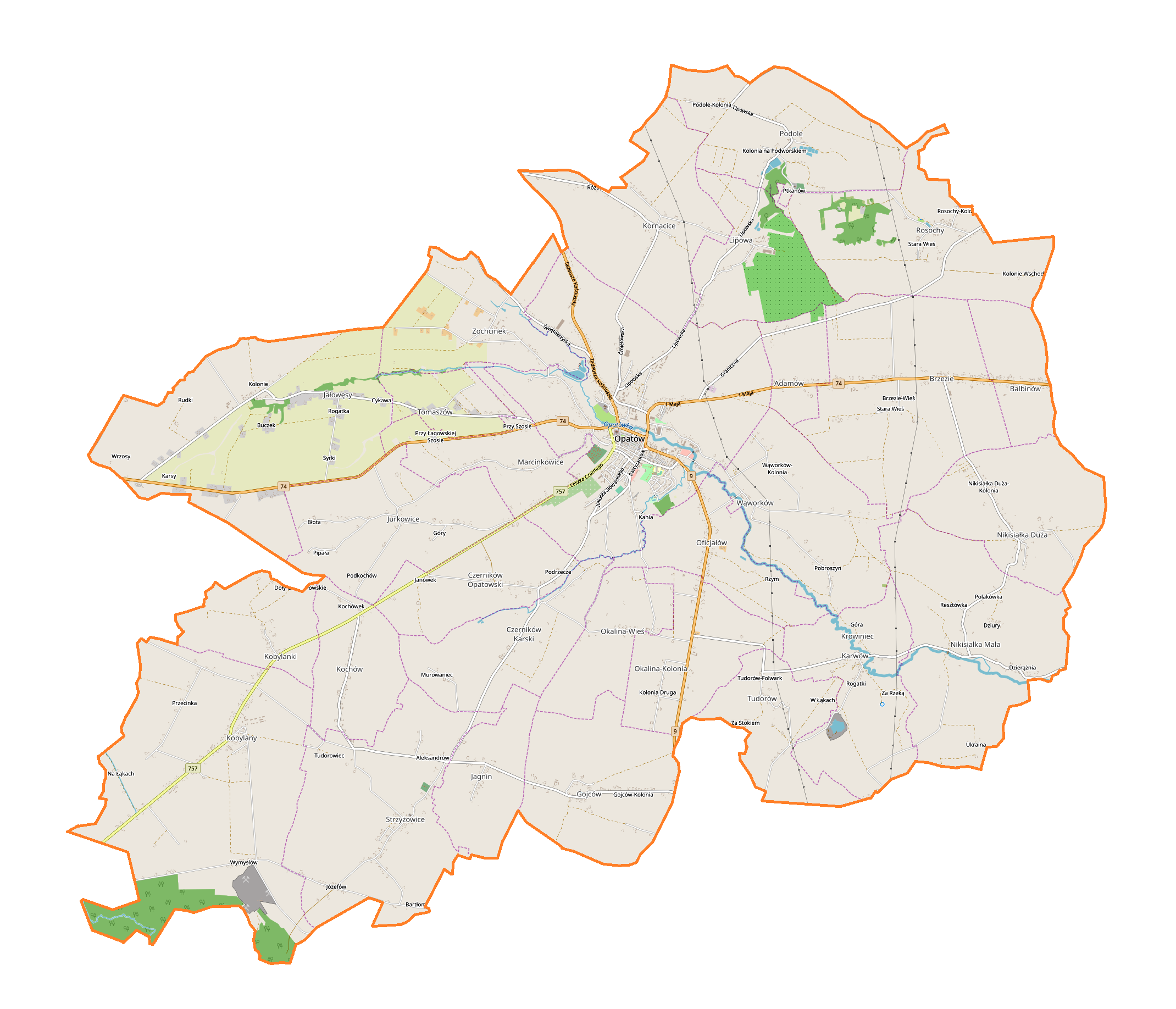
Karte der Gemeinde

Die Opatówka durchzieht das Gebiet von Gemeinde und Hauptort. Sie fließt in südöstlicher Richtung und mündet jenseits der Gemeindegrenze in die Weichsel.

## Geschichte
In den Jahren 1975 bis 1998 gehörte die Gemeinde zur Woiwodschaft Tarnobrzeg.

## Gliederung
Zur Stadt-und-Land-Gemeinde (gmina miejsko-wiejska) gehören neben der Stadt Opatów folgende Dörfer mit einem Schulzenamt:
Adamów
Balbinów
Brzezie
Czerników Karski
Czerników Opatowski
Gojców
Jagnin
Jałowęsy
Jurkowice
Karwów
Kobylanki
Kobylany
Kochów
Kornacice
Lipowa
Marcinkowice
Nikisiałka Duża
Nikisiałka Mała
Oficjałów
Okalina-Kolonia
Okalina-Wieś
Podole
Rosochy
Strzyżowice
Tomaszów
Tudorów
Wąworków
Zochcinek
Weitere Ortschaften der Gemeinde sind die Siedlungen Kania, Pod Lasem und Przecinka.